# Aeugst am Albis
Aeugst am Albis är en ort och kommun i distriktet Affoltern i kantonen Zürich, Schweiz. Kommunen har 1 998 invånare (2023).
I kommunen finns även orten Aeugstertal. Sjön Türlersee ligger delvis i kommunen.